# David Healy (astronome)
Pour les articles homonymes, voir David Healy.
David B. Healy (1936-2011) est un astrophotographe et découvreur d'astéroïdes américain, connu pour ses contributions au Burnham Celestial Handbook.

## Biographie
David B. Healy est né en 1936 à Los Angeles, en Californie. Il fut analyste dans l'industrie automobile, employé de Drexel Burnham à New York et plus tard, courtier en valeurs mobilières avant de prendre sa retraite dans l'Arizona. Il a consacré sa vie à l'astronomie et à la découverte de planètes mineures. Alors qu'à New York, il fut un membre de longue date de la Société Astronomique de Long Island, une fois établi à Sierra Vista, en Arizona, il devint un membre très apprécié du club d'astronomie « Huachuca ».
Il est bien connu pour son travail de pionnier en astrophotographie. Healy est à l'origine de la construction de l'observatoire Junk Bond en Arizona.
Le 4 septembre 1999, un astéroïde de la ceinture principale fut découvert par Myke Collins et Minor White, à Anza. Il fut nommé (66479) Healy d'après le fondateur de l'observatoire Junk Bond. Healy a également été un contributeur original du Burnham Celestial Handbook. L'observatoire Junk Bond fondé par Healy exploite un télescope Ritchey-Chrétien de 32".  L'observatoire est crédité de plus de 500 découvertes de planètes mineures.
Après le décès de son collègue et co-découvreur Jeffrey S. Medkeff en 2008, David Healy décida de participer à la recherche d'exoplanètes. Son télescope est encore utilisé aujourd'hui dans la recherche de ces systèmes planétaires.
Il collabora également à la rédaction d'Astronomy Magazine. Bloomberg Press s'est penché sur son expérience professionnelle et la transition particulière que David Healy opéra entre le métier de courtier en bourse (« Junk Bond », le nom de son observatoire signifie en français « obligation à haut risque », ou encore valeur « hautement spéculative ») et celui d'astronome amateur.

## Astéroïdes découverts
| (15512) Snyder          | 18 octobre 1999   |
| (37163) Huachucaclub    | 19 novembre 2000  |
| (38203) Sanner          | 19 juin 1999      |
| (40328) Dow             | 20 juin 1999      |
| (46053) Davidpatterson  | 21 février 2001   |
| (48070) Zizza           | 19 mars 2001      |
| (54693) Garymyers       | 19 mars 2001      |
| (63305) Bobkepple       | 17 mars 2001      |
| (68218) Nealgalt        | 12 février 2001   |
| (72633) Randygroth      | 22 mars 2001      |
| (99070) Strittmatter    | 22 mars 2001      |
| (107638) Wendyfreedman  | 15 mars 2001      |
| (115326) Wehinger       | 29 septembre 2003 |
| (115331) Shrylmiles     | 29 septembre 2003 |
| (115801) Punahou        | 23 octobre 2003   |
| (117381) Lindaweiland   | 18 décembre 2004  |
| (118945) Rikhill        | 29 novembre 2000  |
| (123818) Helenzier      | 31 janvier 2001   |
| (124075) Ketelsen       | 15 avril 2001     |
| (131245) Bakich         | 16 mars 2001      |
| (133528) Ceragioli      | 4 octobre 2003    |
| (133753) Teresamullen   | 21 novembre 2003  |
| (146268) Jennipolakis   | 16 février 2001   |
| (153289) Rebeccawatson  | 22 mars 2001      |
| (153298) Paulmyers      | 29 mars 2001      |
| (159778) Bobshelton     | 24 juin 2003      |
| (159827) Keithmullen    | 4 octobre 2003    |
| (161546) Schneeweis     | 10 décembre 2004  |
| (165612) Stackpole      | 23 mars 2001      |
| (167113) Robertwick     | 19 septembre 2003 |
| (172525) Adamblock      | 4 octobre 2003    |
| (176103) Waynejohnson   | 30 janvier 2001   |
| (178803) Kristenjohnson | 19 mars 2001      |
| (189930) Jeanneherbert  | 22 septembre 2003 |
| (189948) Richswanson    | 16 octobre 2003   |
| (196807) Beshore        | 26 septembre 2003 |
| (196938) Delgordon      | 22 octobre 2003   |
| (197196) Jamestaylor    | 15 novembre 2003  |
| (222403) Bethchristie   | 22 mars 2001      |
| (232553) Randypeterson  | 26 septembre 2003 |